# Ancón de Iturre
El Ancón de Iturre es una población ubicada en la parroquia San José del municipio Miranda, en el estado Zulia (República Bolivariana de Venezuela).

## Ubicación
Se encuentra en el extremo sureste de la Bahía del Tablazo, entre Los Jovitos al oeste, las Delicias al este, y la carretera El Tablazo - Las Delicias al sur.

## Zona Residencial
Las casas del pueblo se encuentran en el cruce de las carreteras, teniendo una vía que baja a la playa por un acantilado. El Ancón es conocido por sus playas y la pesca artesanal.

## Turismo
Los visitantes vienen a las playas del Ancón, donde hay bohíos, cocoteros y el oleaje no es fuerte.

## Geología
Desde el punto de vista geológico, por el Ancón pasa una falla transformante, que forma el límite norte de la cuenca del lago de Maracaibo, dicha falla aparece en los textos como falla Oca - Ancón.

## Vialidad
En el Ancón se cruzan las vías que vienen de Las Delicias, Los Puertos, Punta Vigía, Los Jobitos y Quisiro, por lo que es un nodo importante para acceder a las playas del municipio Miranda.